# Silken Windsprite

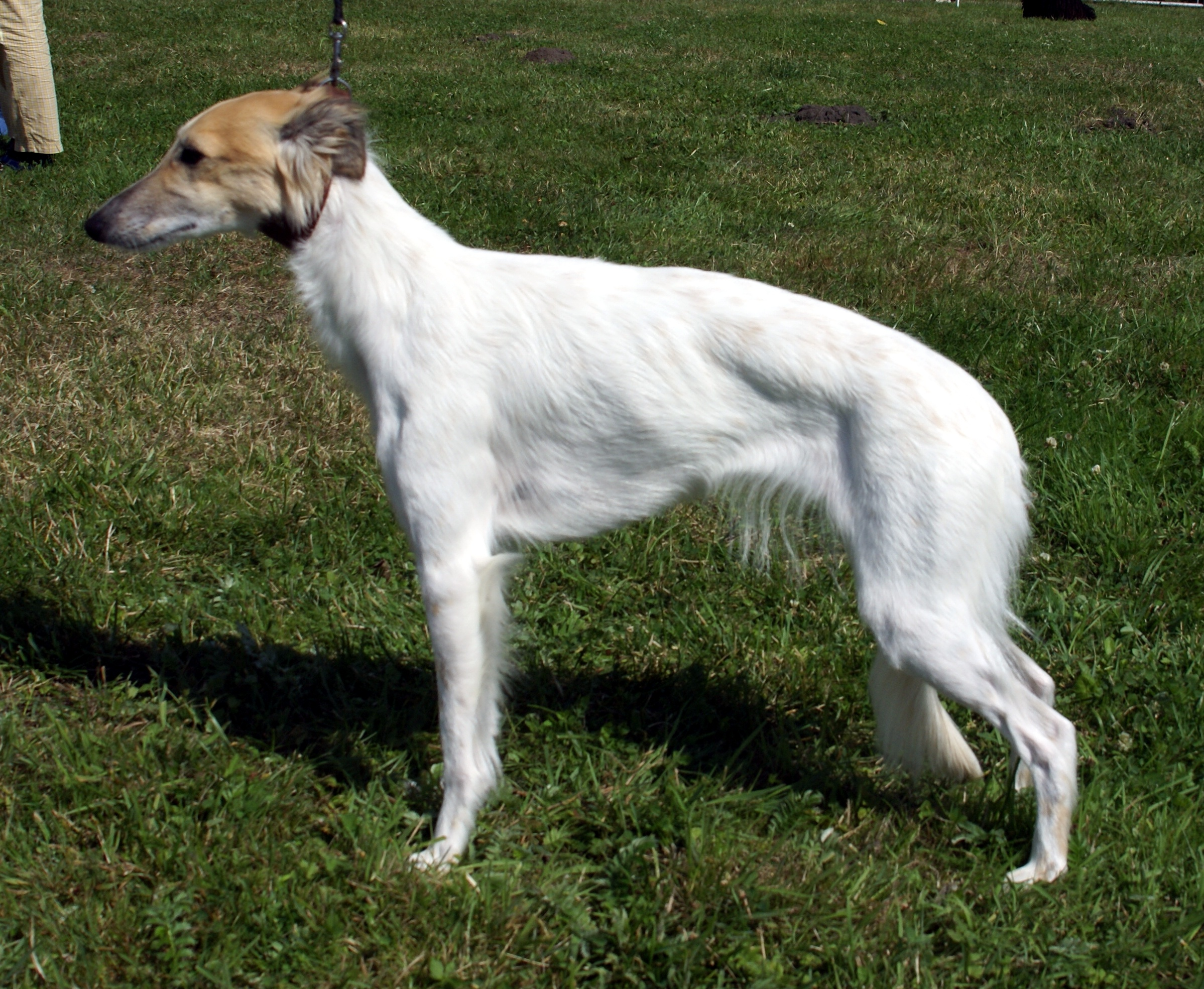

De Silken Windsprite is een hondenras dat behoort tot de rasgroep windhonden. Het ras is nog niet erkend door het FCI.

## Geschiedenis
Rond 1958 begon de Amerikaanse hondenfokker Walter A. Wheeler Jr. (1924–2013) met het fokken van kleine, langharige windhonden, zoals te zien waren op oude schilderijen uit de 15e eeuw, onder de naam Windsprite. Al snel toonden zijn honden een uniform windhondtype met elegante bevedering.
De hond werd eerst longhaired whippet genoemd, maar nadat in 2002 in Duitsland een fokprogramma werd begonnen, is de naam Silken Windsprite aangehouden om verwarring met de gewone whippet te vermijden. Beide namen worden echter nog vaak door elkaar gebruikt.
Moderne DNA-onderzoeken hebben aangetoond dat de Silken Windsprite ontstaan is uit een kruising van de whippet en de sheltie.

## Beschrijving

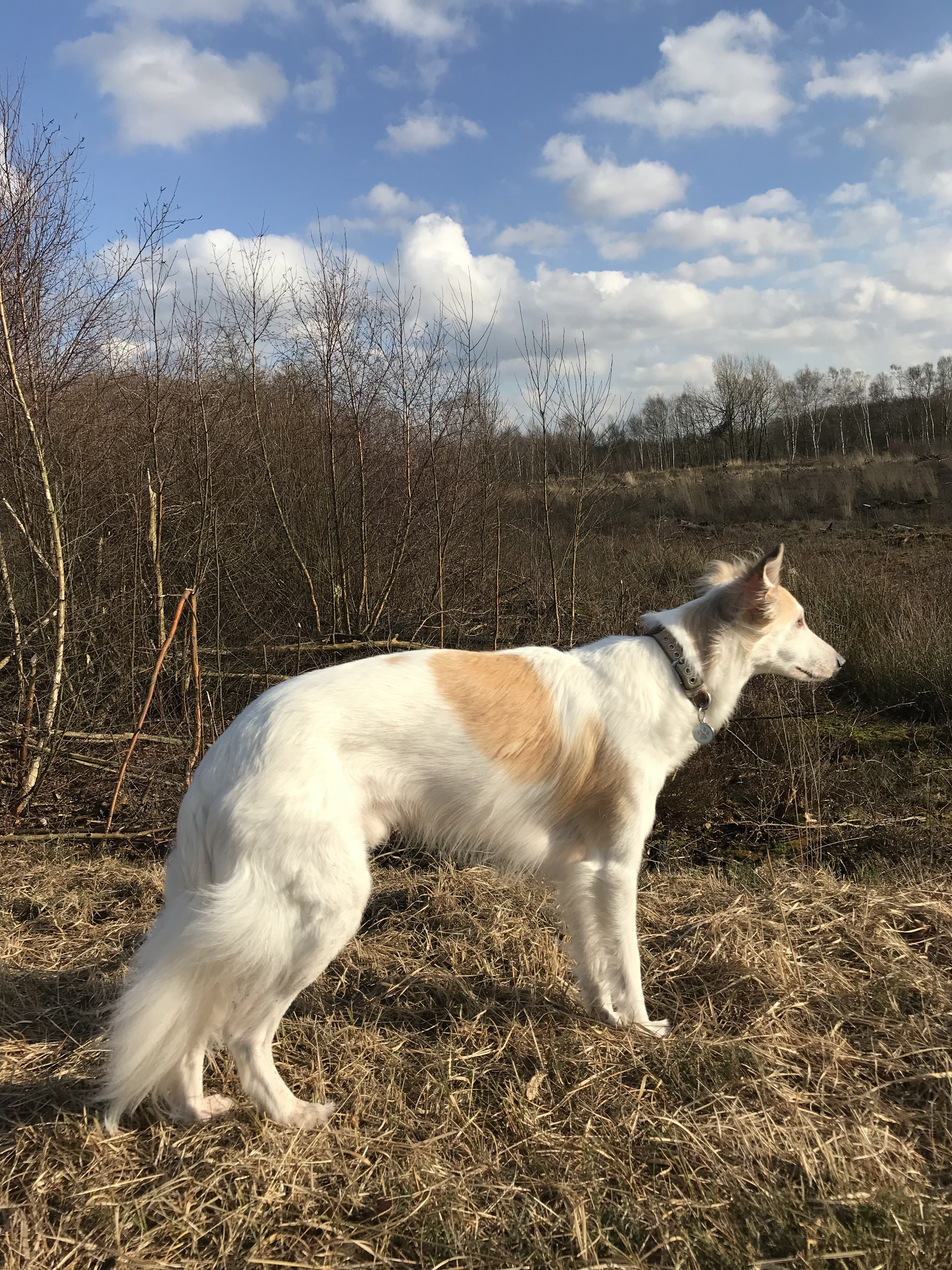

De Silken Windsprite is een kleine tot middelgrote atletische windhond. De hond is elegant, sportief, snel en behendig met een lief en rustig karakter. Hierdoor is de hond zeer geschikt als huishond. De hond kan enigszins gereserveerd zijn naar vreemden, maar is altijd vriendelijk en nooit agressief.  De honden zijn leergierig en gemakkelijk te trainen, waardoor ze geschikt zijn voor hondensporten zoals agility en dogdance. Het windhondenrennen en coursing vinden de meeste Silken Windsprites ook erg leuk.
Er zijn ook Silken Windsprites die ingezet worden als therapiehond. Dit werkt vaak goed doordat het zulke rustige lieve honden zijn. Ze zijn, wanneer ze erop getraind zijn, zeer geschikt om mee te werken in bijvoorbeeld verzorgingshuizen.
Silken Windsprites hebben in tegenstelling tot de meeste windhonden weinig jachtinstinct. Dit in combinatie met hun grote "will-to-please" zorgt er voor dat deze honden makkelijk leren los lopen. De Silken Windsprite is een hond met een gematigd energieniveau. Deze honden zullen na een losloop wandeling de rest van de dag voldaan plaats nemen in hun mand of op de bank. 

### Uiterlijk
De ideale schofthoogte voor reuen is 47-55 cm en voor teven 44-53 cm. De vacht is halflang en glad. Er is geen ondervacht. De hond mist hierdoor de speciale hondengeur. De vacht is in alle kleuren mogelijk van wit tot zwart en alle mogelijke combinaties. Rood is een veelvoorkomende kleur. Er zijn honden met een masker en zonder masker. De ogen zijn zwart of zo donker mogelijk met donkere oogleden en randen. De oren zijn roosvormig en klein, dicht bij het hoofd. Wanneer de hond de aandacht ergens voor heeft, staan de oren rechtop, met gevouwen, zijwaartse of voorwaartse uiteinden. De hond heeft een zeer diepe borst, meestal tot aan de elleboog en een duidelijk opgetrokken buik. De ledematen zijn goed gespierd en het gangwerk is lichtvoetig met stuwkracht vanuit de achterhand.

### Gezondheid
De Silken Windsprite is over het algemeen een zeer gezond ras. Er komen twee erfelijke afwijkingen voor waarop getest wordt, namelijk MDR-1 (Multi Drug Resistance, overgevoeligheid voor geneesmiddelen) en CEA (Collie Eye Anomaly) een oogafwijking die bij collie-achtigen voorkomt.